# Euchelipluma
Euchelipluma is een geslacht van sponsdieren uit de klasse van de Demospongiae (gewone sponzen).

## Soorten
- Euchelipluma arbuscula (Topsent, 1928)
- Euchelipluma congeri de Laubenfels, 1936
- Euchelipluma elongata Lehnert, Stone & Heimler, 2006
- Euchelipluma pristina Topsent, 1909